# Pain aux raisins
El pain aux raisins ("pa amb panses" en francès) és una peça de brioixeria francesa, equivalent a la caracola espanyola. S'elabora amb una pasta fullada barrejada amb panses i crema de pastisseria, i enrotllada en espiral aplanada. S'hi afegeix llustre amb una fina capa de sucre o sucre de llustre o ou.
Com que es tracta d'una vieneseria, se suposa que el seu origen és centreeuropeu. Se sol trobar en gairebé totes les pastisseries de França, Espanya i Alemanya. En aquest darrer país es diu Schnecke, tal com en el nord-est de França, schneck. Fins i tot en països de llatinoamèrica com el Mèxic és molt comú, on es diu rol i pot incloure canyella.